# Kwassyliw
Kwassyliw (ukrainisch Квасилів; russisch Квасилов/Kwassilow, polnisch Kwasiłów, tschechisch Kvasilov) ist eine Siedlung städtischen Typs in der westukrainischen Oblast Riwne mit etwa 8000 Einwohnern. Sie liegt am Fluss Ustja, etwa 6 Kilometer südlich der Rajons- und zugleich Oblasthauptstadt Riwne.

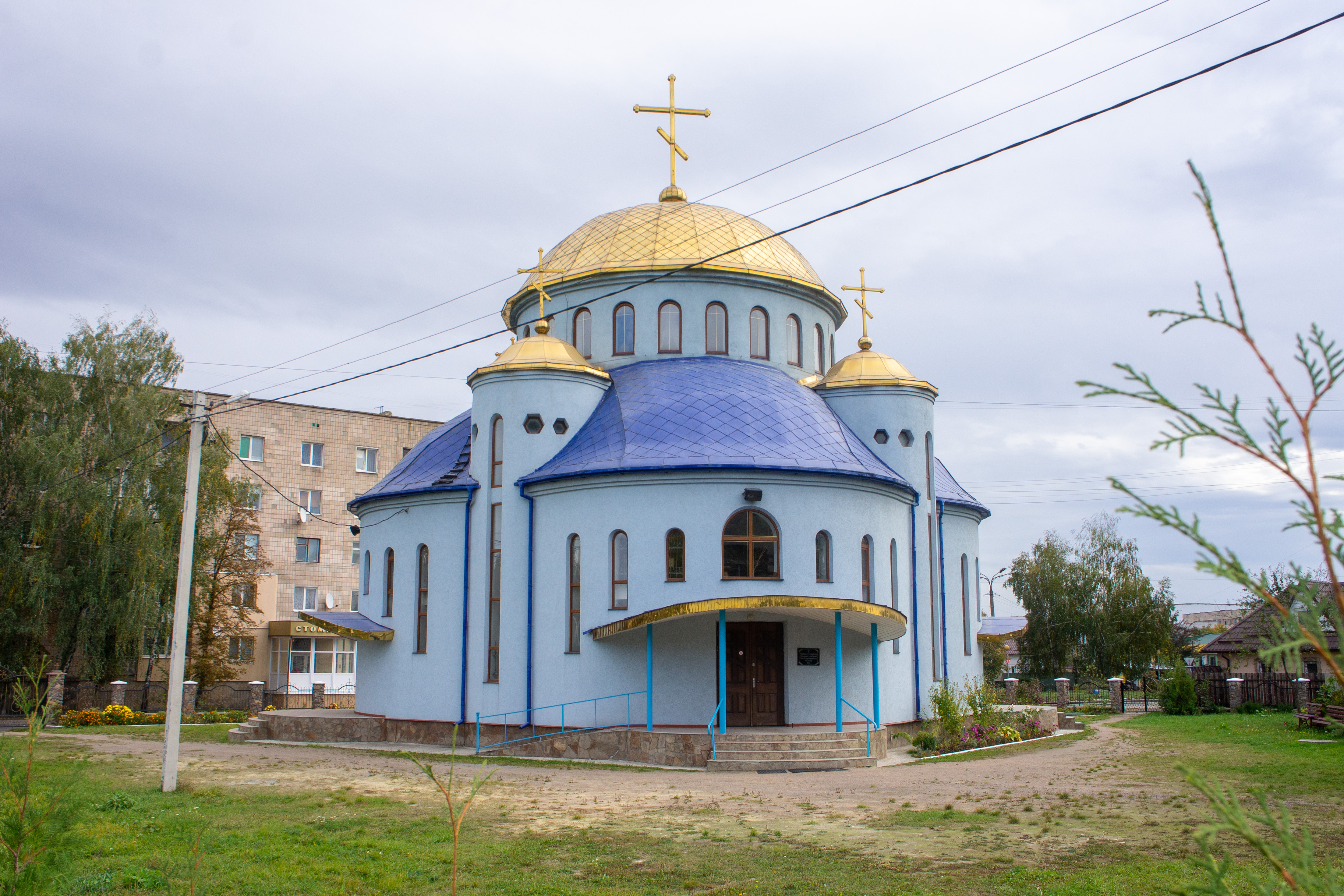
Kirche im Ort

## Geschichte
Der Ort wurde 1445 zum ersten Mal schriftlich erwähnt und lag bis 1795 als Teil der Adelsrepublik Polen-Litauen in der Woiwodschaft Wolhynien. Danach kam es zum neugegründeten Gouvernement Wolhynien als Teil des Russischen Reiches.
Nach dem Ende des Ersten Weltkrieges wurde der Ort ein Teil der Zweiten Polnischen Republik (Woiwodschaft Wolhynien, Powiat Równe, Gmina Równe), nach dem Ausbruch des Zweiten Weltkrieges wurde das Gebiet durch die Sowjetunion und ab 1941 durch Deutschland besetzt, 1945 kam es endgültig zur Sowjetunion und wurde in die Ukrainische SSR eingegliedert. Seit der Unabhängigkeit der Ukraine 1991 ist Kwassyliw ein Teil derselben. Seit 1978 hat der Ort den Status einer Siedlung städtischen Typs.
Der Ort war bis 1945 ein Zentrum der Wolhynientschechen in der heutigen Ukraine.

## Verwaltungsgliederung
Am 12. Juni 2020 wurde das Dorf ein Teil neu gegründeten Stadtgemeinde Riwne; bis dahin bildete es die Siedlungratsgemeinde Kwassyliw (Квасилівська селищна рада/Kwassyliwska silska rada) im Süden des im Rajon Riwne.